# Sucha (Łódź)
Pour les articles homonymes, voir Sucha.
Sucha est une localité polonaise de la gmina et du powiat de Sieradz en voïvodie de Łódź.